# バレーボール (任天堂)
『バレーボール』は、1986年7月21日に任天堂から発売された、ファミリーコンピュータ ディスクシステム（ディスクシステム）用ゲームソフトである。各ゲーム雑誌の告知でロムカセット版の発売予定もあったがこちらは発売中止となっている。
1986年にパックスソフトニカ（Pax Softnica）から発売されたMSX用バレーボールゲームソフト『アタック・フォ－』とその移植ゲームであるファミコン版（開発途中のもの）が任天堂に持ちこまれて採用され、その後『任天堂バレーボ－ル』として発売された。
移植元の原作ゲーム『MSXアタック・フォー』は、2024年11月に、ゲームインパクトのプロデュースにより、ハビットソフトから復刻版がリリースされた。
また、原作権、移植許諾権は、譲渡も放棄もされておらず、『MSXアタック・フォー』の開発者個人に属している。

## 概要
タイトル通り、バレーボールをプレイし勝敗を競う。ファミリーコンピュータ初のバレーボールゲームで、1人用プレイでは日本のチームを操り世界の強豪チームと戦う（海外製NESカセット版ではアメリカのチームが主人公になる）。登場するキャラクターは男子と女子の選択であるが、宣伝のチラシなどでは女子のイラストが前面に押し出されていた。なお、男子リーグでは女子リーグより球のスピードが速い。
登場チームは日本も含めた8ヶ国で、1986年当時のゲームのため現在では存在しないソ連が参加している。参加国は日本、韓国、中国、アメリカ、ソ連、ブラジル、キューバ、チュニジアである。
なお、コンピューターが操る強さは、強い方からソ連、中国、アメリカ、キューバ、ブラジル、韓国、チュニジアの順になっている。
2人で対戦することもでき、その場合好きな国のチームを選ぶことができる。
ディスクライターでの累計書き換え回数は第2位を記録する。
2014年3月12日からはWii U版バーチャルコンソール（VC）用ソフトとして配信中（かつて2007年8月21日から2019年1月31日まで、Wii版VC用ソフトとしても配信されていた）。

## ゲーム内容

### システム
バレーボールのルールは基本的には大きく変更はないが、発売当初からルールがいくつか変更されているため、現在から見れば同じバレーボールでも別物となっている。ここでは、基本的なルールの変更点を挙げる。
- サーブ権がある時に攻撃を決めると1点獲得（旧）→サーブ権の有無に関わらず攻撃を決めると1点獲得（現在）
- 15点取ると、1セット獲得（旧）→25点取ると、1セット獲得（現在）
- サーブがネットに触れたら、サーブ権は相手チームに移る（旧）→サーブがネットに触れた時も、プレイが続行される（現在）

など。
※以上、任天堂バーチャルコンソールの公式サイトの解説より引用。

## 他機種版
| No. | タイトル                                      | 発売日                                     | 対応機種        | 開発元                              | 発売元 | メディア                            | 型式 | 売上本数 | 備考                        |
| --- | --------------------------------------------- | ------------------------------------------ | --------------- | ----------------------------------- | ------ | ----------------------------------- | ---- | -------- | --------------------------- |
| 1   | バレーボール                                  | 2007年8月10日 2007年8月21日 2007年11月12日 | Wii             | 任天堂開発第一部 パックスソフトニカ | 任天堂 | ダウンロード (バーチャルコンソール) | -    | -        | 2019年1月31日配信・販売終了 |
| 2   | バレーボール                                  | 2014年3月12日 2014年3月20日 2014年5月8日   | Wii U           | 任天堂開発第一部 パックスソフトニカ | 任天堂 | ダウンロード (バーチャルコンソール) | -    | -        |                             |
| 3   | ファミリーコンピュータ Nintendo Switch Online | 2019年6月12日                              | Nintendo Switch | 任天堂                              | 任天堂 | ダウンロード                        | -    | -        |                             |

## スタッフ
- エグゼクティブ・プロデューサー：山内溥
- プロデューサー：宮本茂
- ディレクター：本谷浩明
- ゲームデザイン：本谷浩明、（Sub-橋下友茂）
- プログラム：橋下友茂
- グラフィックデザイン：橋下友茂、菱田達也
- サウンド：近藤浩治
- 原作権者＆移植開発監修者：本谷浩明

## 評価
ゲーム誌「ファミリーコンピュータMagazine」の読者投票による「ゲーム通信簿」での評価は以下の通りとなっており、17.14点（満25点）となっている。また、同雑誌1991年5月24日号特別付録の「ファミコンディスクカード オールカタログ」では「コートの中の緊張感をリアルに表現」、「バレーボールは、チームみんなで協力し合って繰り出すワザの数々が魅力。このゲームでも、そういった本物のワザをほとんど再現できて、かなりすごい。選手を動かす操作は、最初はかなりむずかしいが、慣れてしまえば自由自在に操れるようになる。オリンピック並みの高等技術も決まってしまうよ」と紹介されている。
| 項目 | キャラクタ | 音楽 | 操作性 | 熱中度 | お買得度 | オリジナリティ | 総合  |
| 得点 | 3.42       | 3.41 | 3.65   | 3.07   | -        | 3.59           | 17.14 |